# Daimler-Motoren-Gesellschaft
Pour les articles homonymes, voir Daimler et DMG.
Daimler-Motoren-Gesellschaft (DMG) est un constructeur automobile et de moteur allemand, fondé en 1890 par Gottlieb Daimler (inventeur du moteur à essence Daimler Type P en 1887), repris par son fils Paul Daimler en 1900 et dirigé par Ferdinand Porsche de 1923 à 1926. À cette date, DMG fusionne avec l'industrie Benz & Cie. de Karl Benz, pour devenir Daimler-Benz, puis Daimler-Mercedes-Benz.

## Historique

### AvantDaimler-Motoren-Gesellschaft
En 1882, Gottlieb Daimler, suivi par son collaborateur et ami inventeur Wilhelm Maybach, se sépare de son associé Nikolaus Otto avec qui il a fondé l'industrie de moteur à combustion interne à gaz Deutz AG à Cologne.

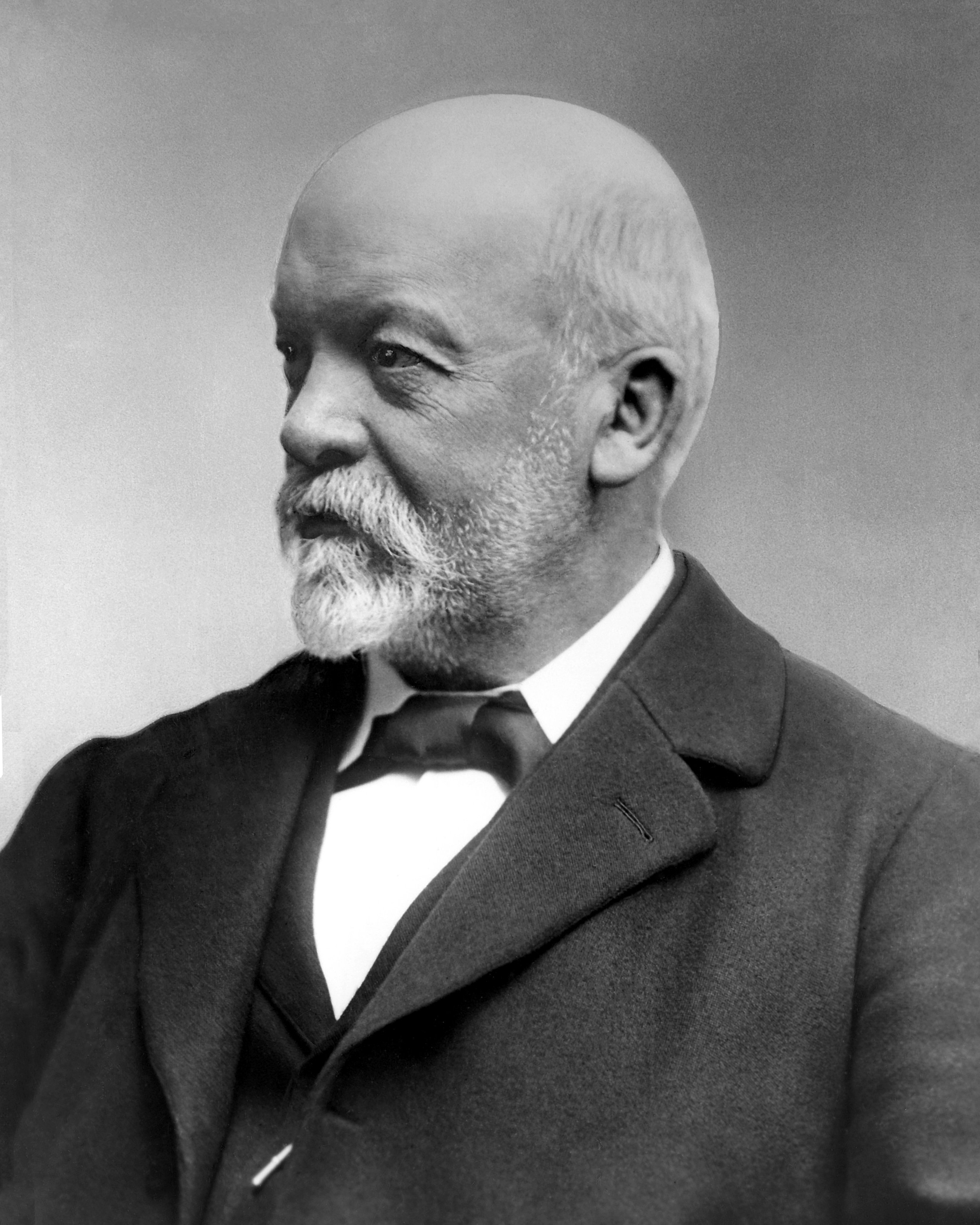
Gottlieb Daimler
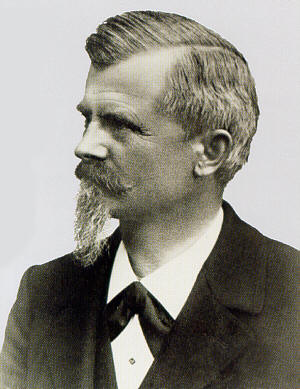
Wilhelm Maybach
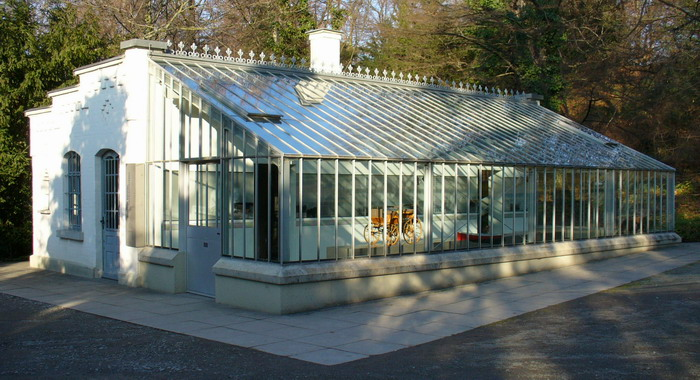
Atelier-musée Daimler de Stuttgart
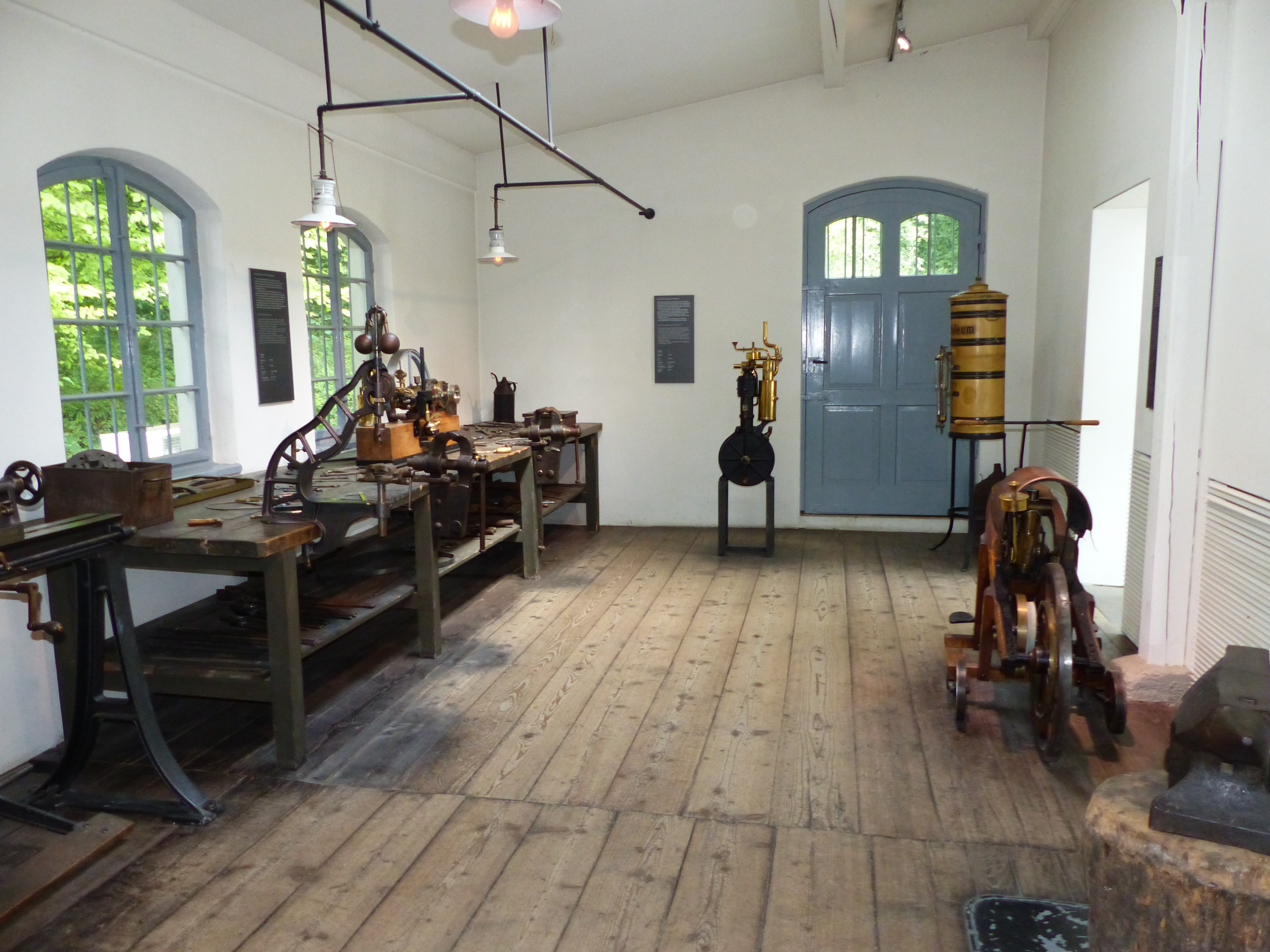
Musée Daimler de Stuttgart

Avec ses parts de Deutz AG, il achète une villa pour 75 000 mark-or à Bad Cannstatt, dans la banlieue nord de Stuttgart, où il emménage avec sa famille. Il transforme et agrandit la serre de sa propriété en bureau d'études de recherche expérimentale et atelier de mécanique privé, ou il conçoit et construit avec Wilhelm Maybach, ses premiers prototypes, puis séries, de moteurs et véhicules motorisés (actuel musée Daimler de Stuttgart).
À partir de 1885, Gottlieb Daimler dépose ses premiers brevets pour ses inventions de moteur à combustion interne : moteur à gaz, puis moteur à essence (moteur Daimler Type P) et devient pionnier de l'industrie des véhicules motorisés.

### Création de l'industrie Daimler DMG
En 1887, Daimler investit des locaux plus vastes à Untertürkheim, près de Stuttgart, et fonde en 1890 son industrie Daimler-Motoren-Gesellschaft, avec de nombreux partenaires financiers, dont il est actionnaire au tiers, et devient constructeur indépendant.

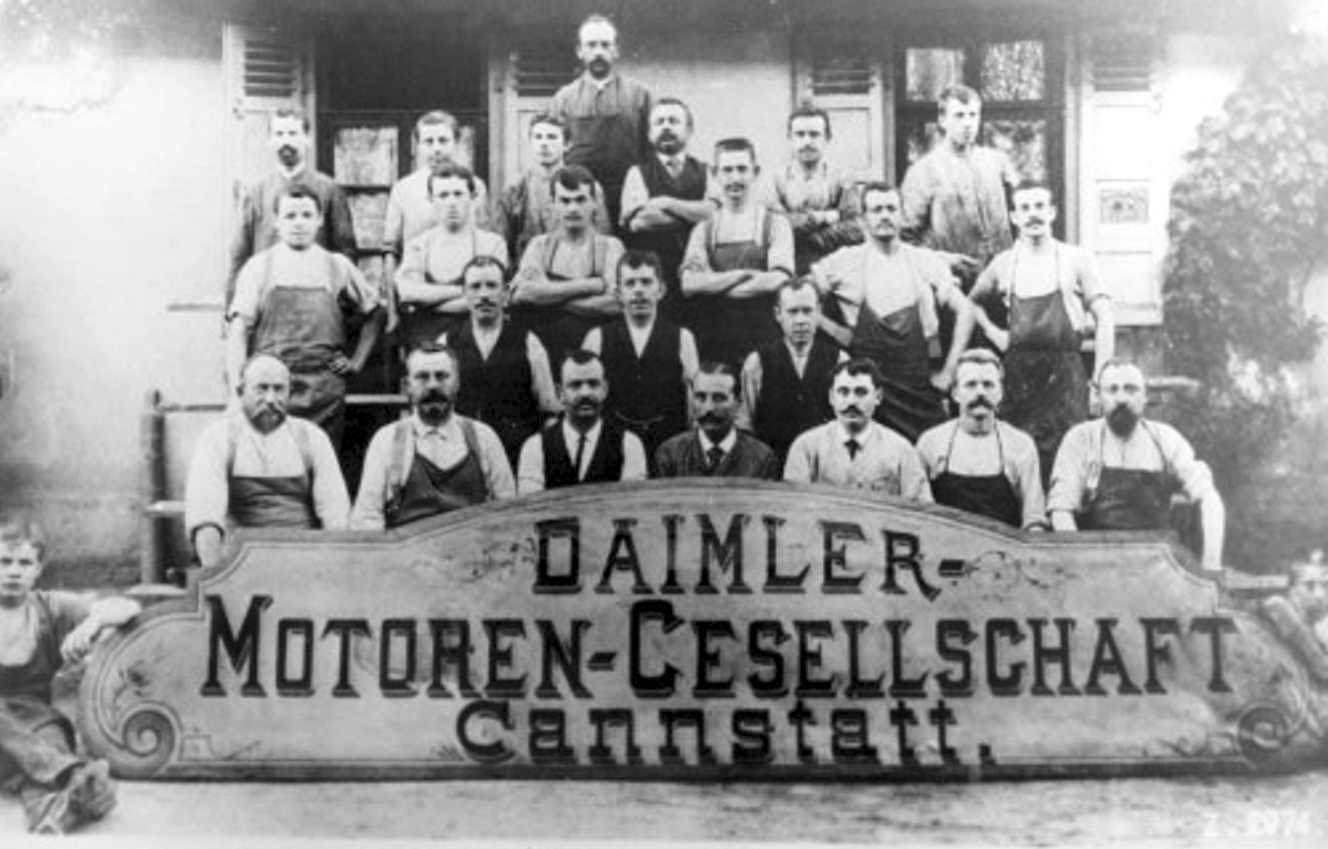
Salariés Daimler-Motoren-Gesellschaft Bad Cannstatt, 1890
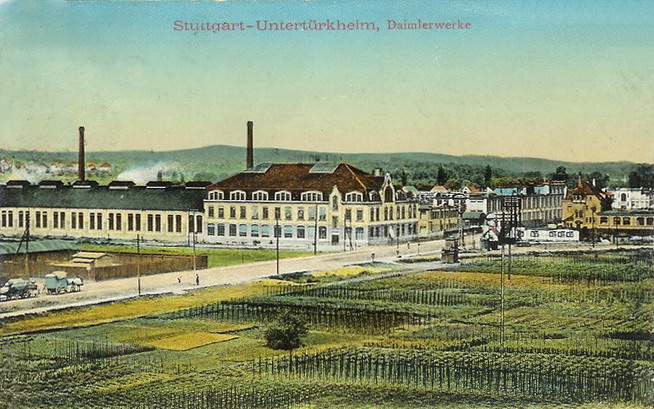
Industrie Daimler DMG de Untertürkheim de Stuttgart, 1911
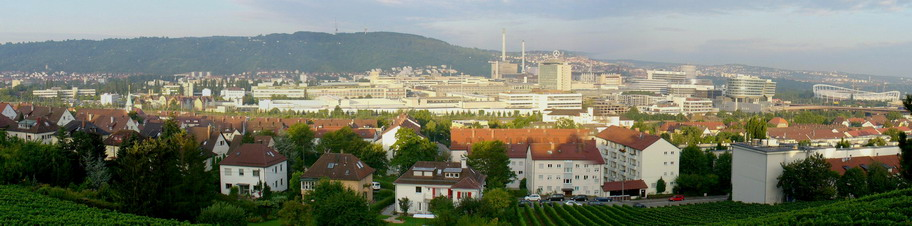
Site industriel Daimler-Mercedes-Benz Untertürkheim actuel de Stuttgart, avec musée Mercedes-Benz de Stuttgart et Gottlieb-Daimler-Stadion (MHPArena)

En 1900, à la suite de la disparition de Gottlieb Daimler, son fils Paul Daimler (1869-1945) hérite de l'industrie qu'il dirige jusqu'en 1923, où son collaborateur Ferdinand Porsche (1875-1951) lui succède.

Quelques véhicules motorisés à moteur Daimler 1 cylindre gaz
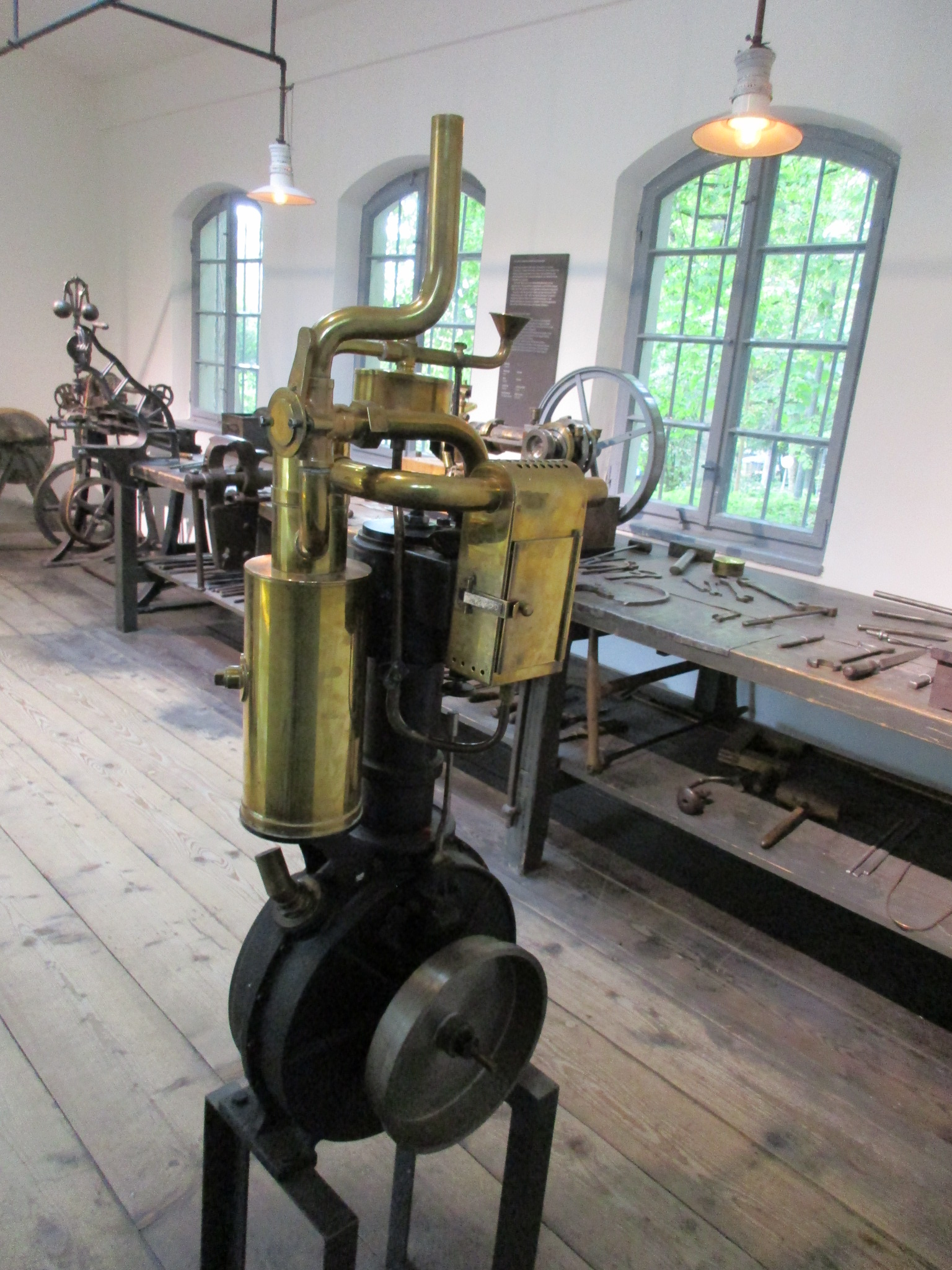
Moteur 1 cylindre gaz Daimler 1885
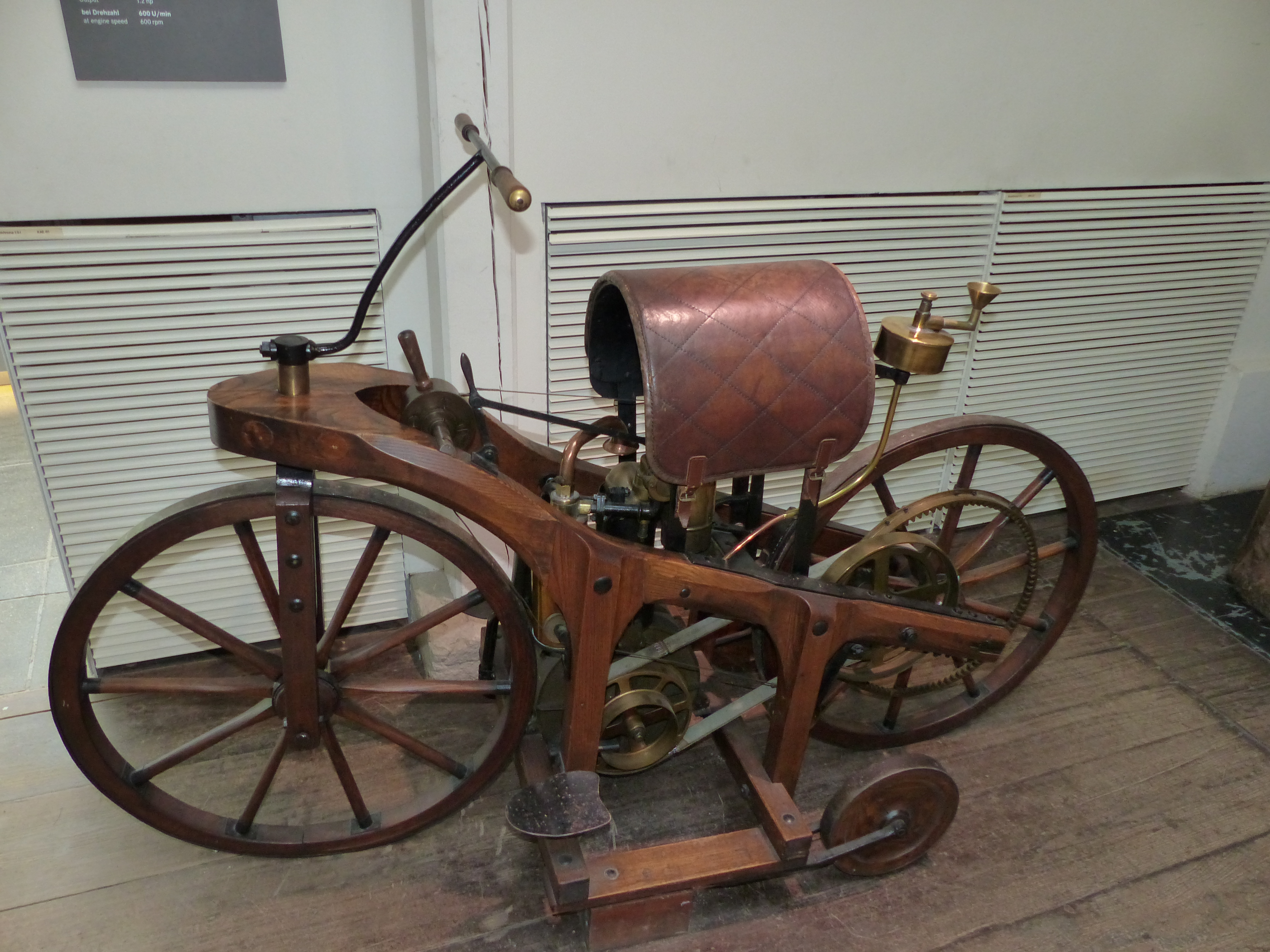
Moto Daimler Reitwagen 1885
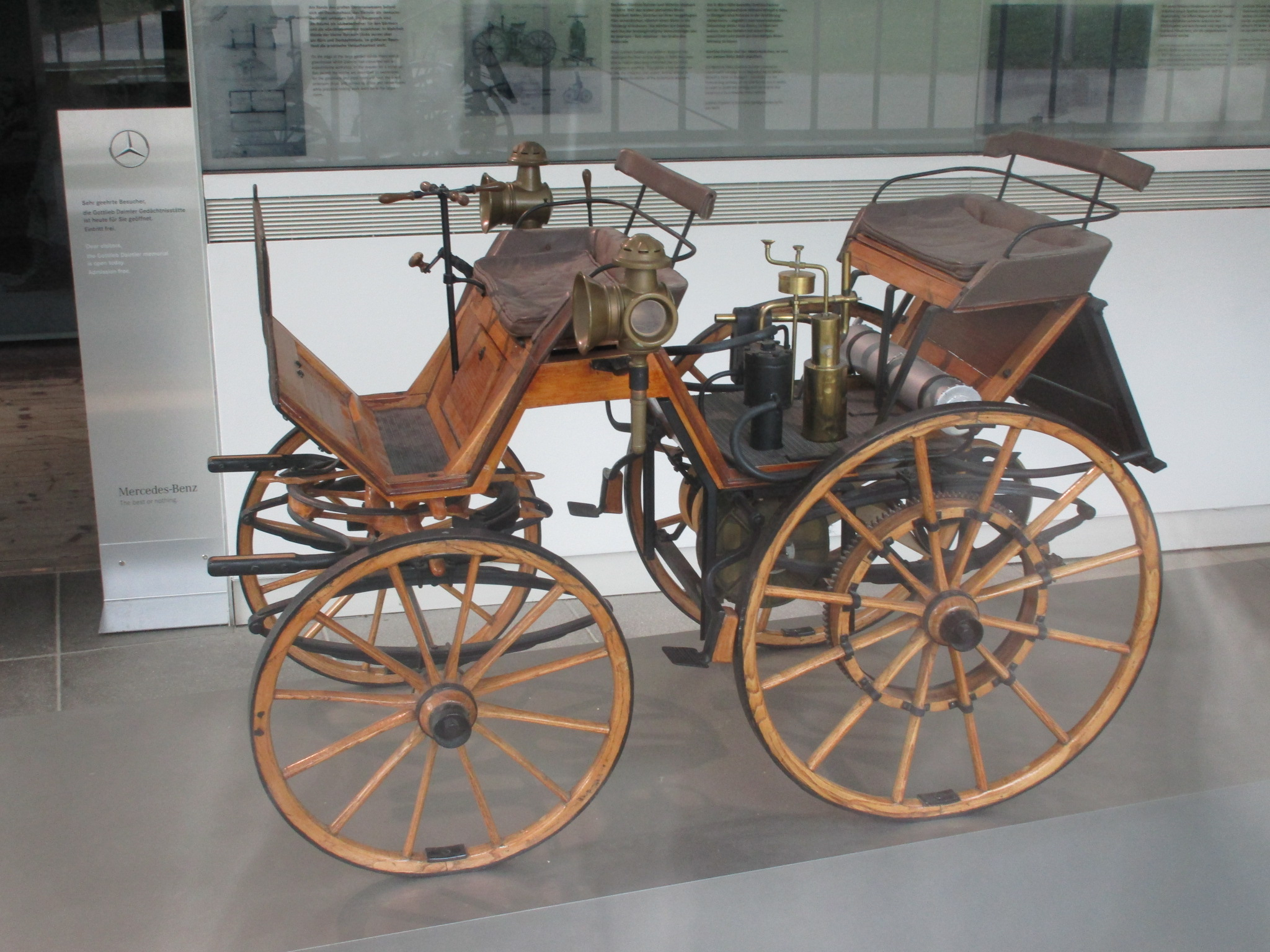
Voiture Daimler Motorkutsche 1886
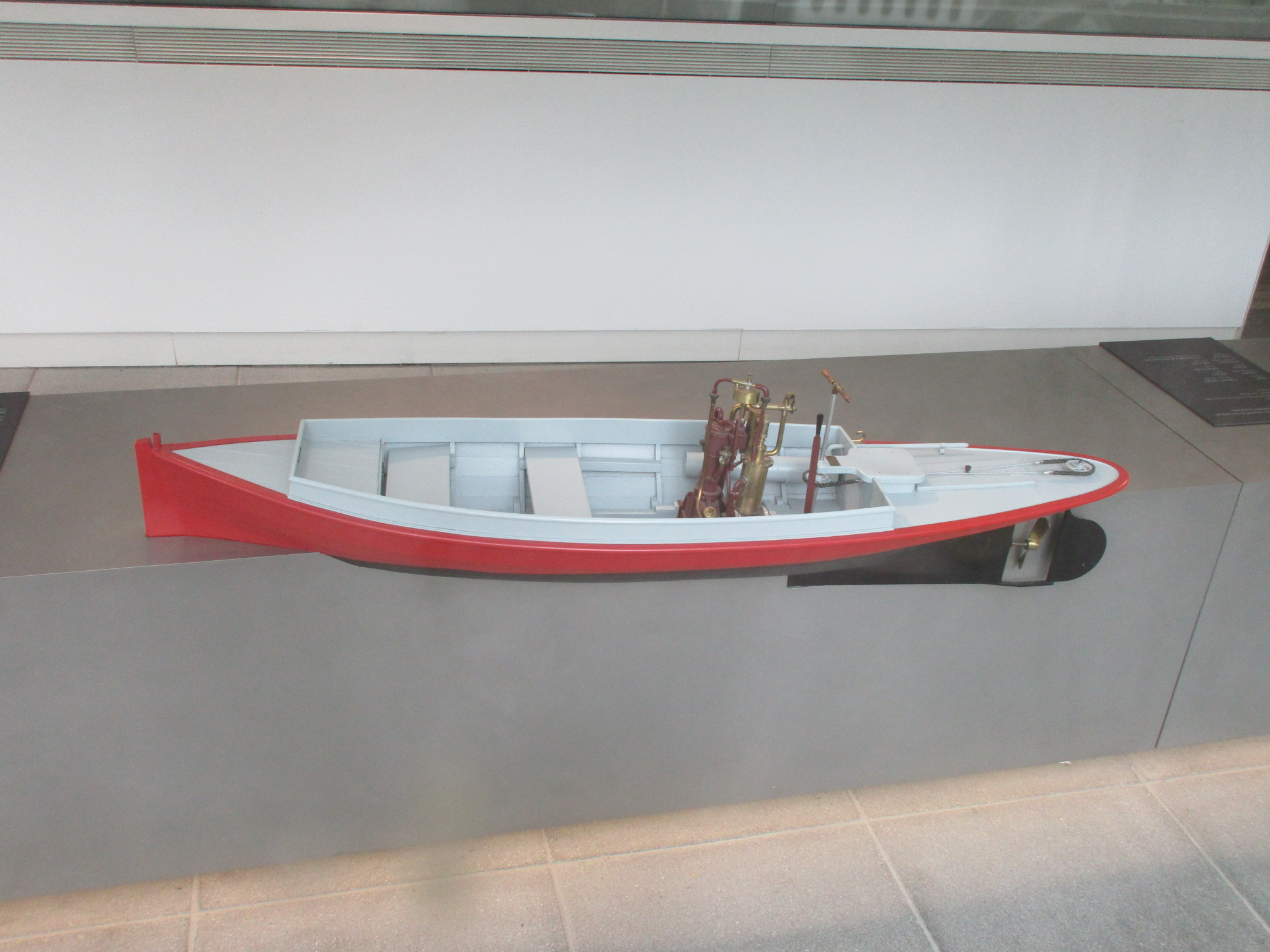
Bateau Daimler boot Neckar 1886
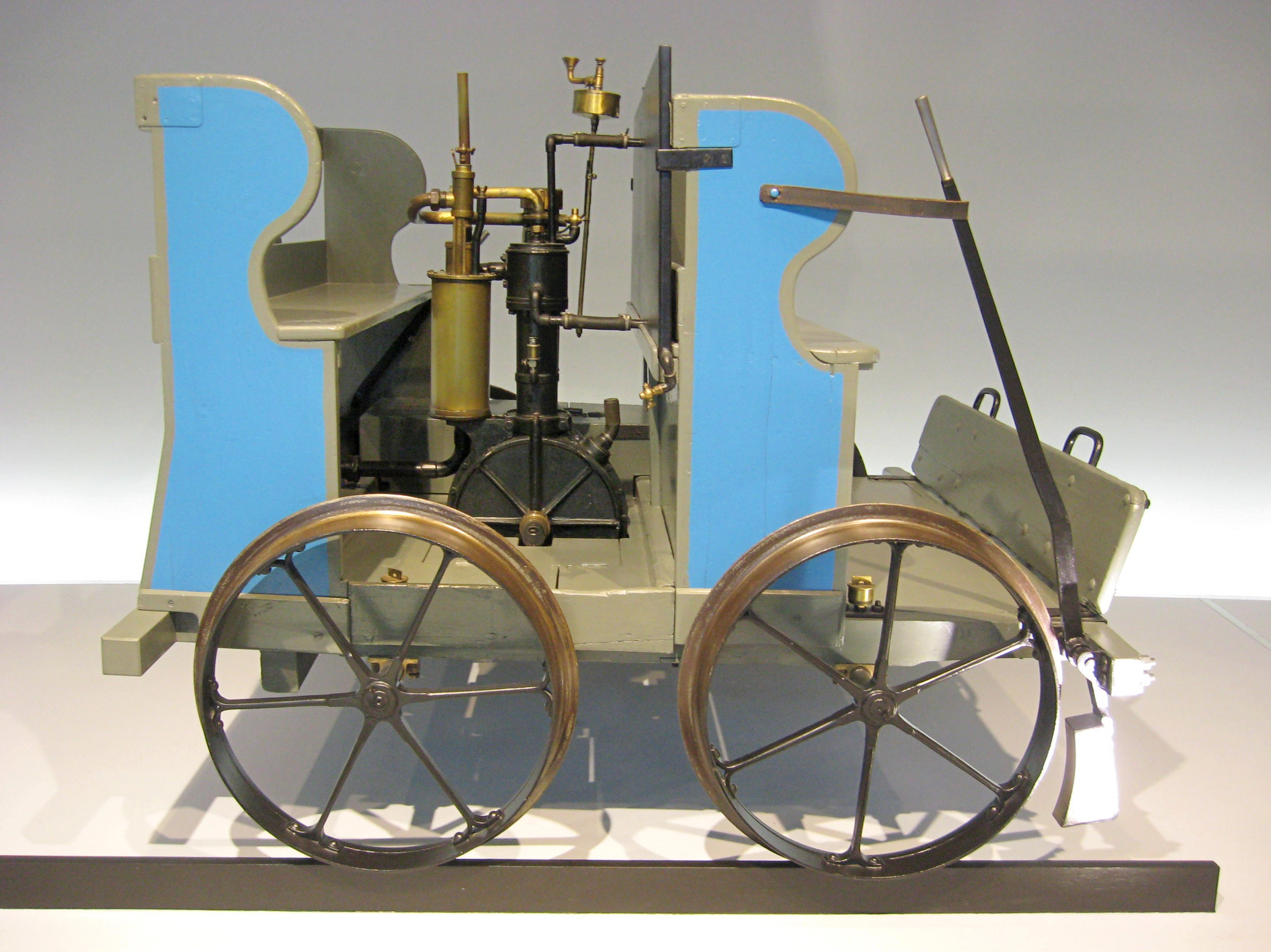
Draisine Daimler 1887
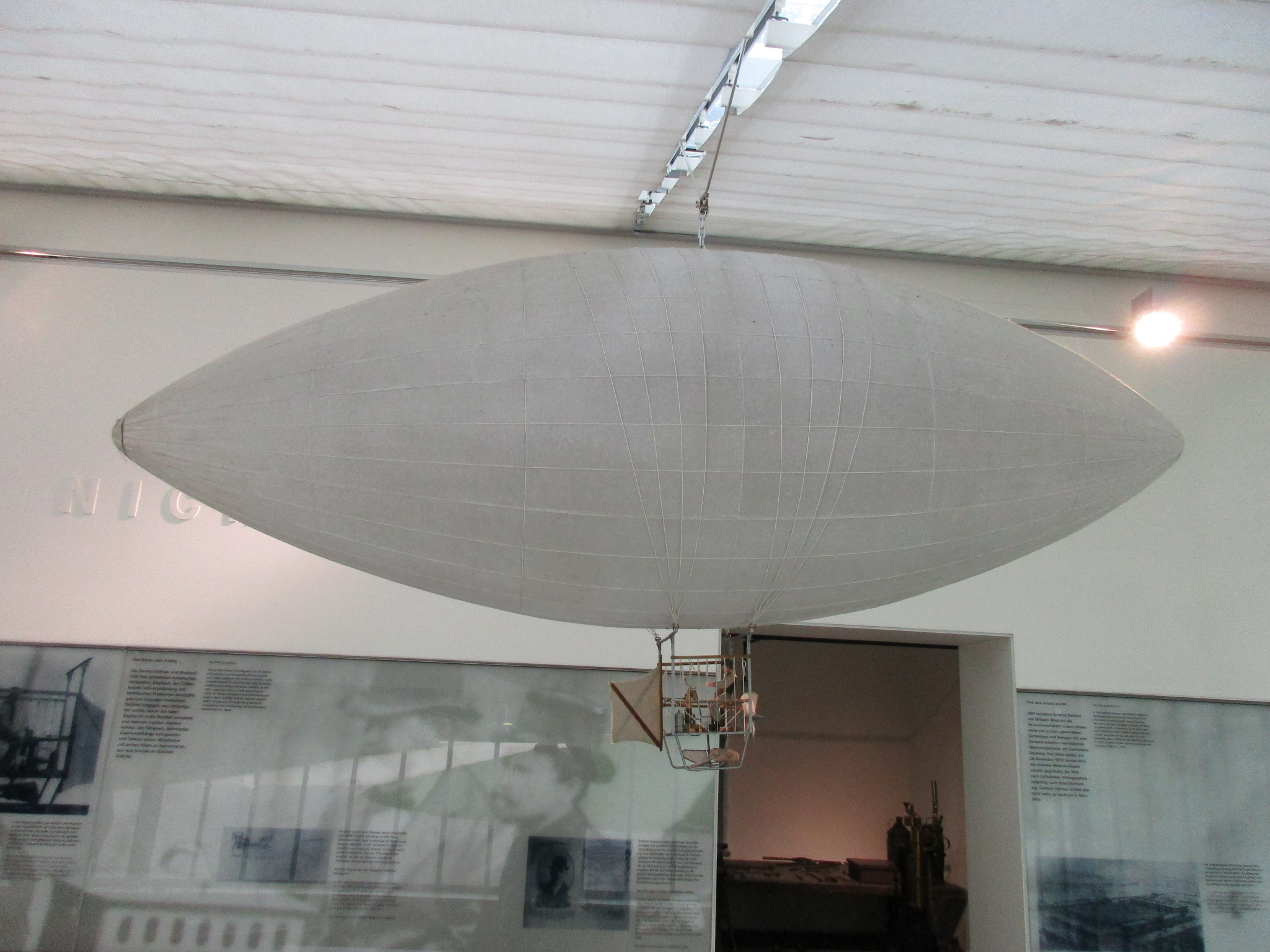
Ballon dirigeable Daimler 1888

Quelques véhicules motorisés à moteur Daimler 2 cylindres essence
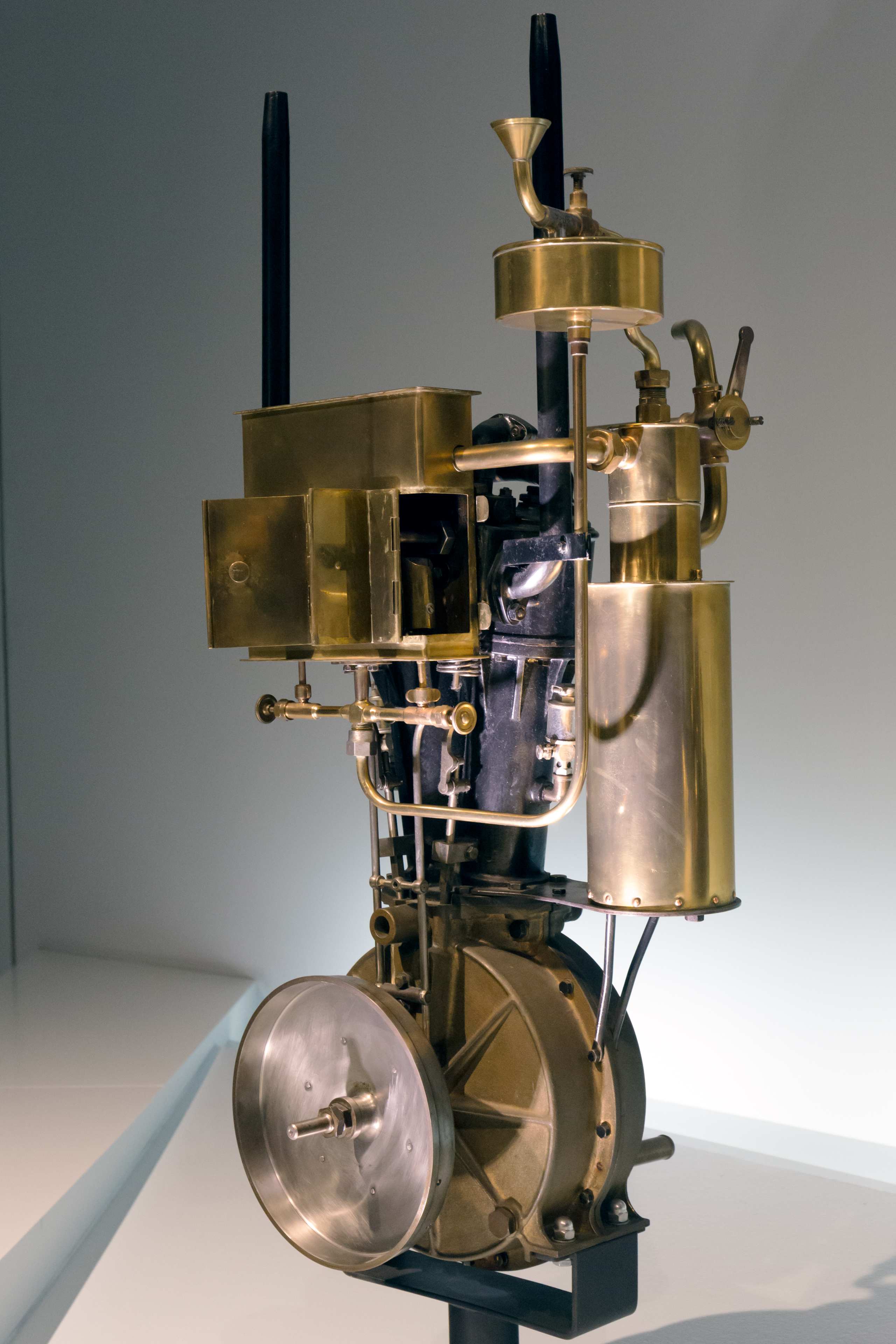
Moteur Daimler Type P V2 1887
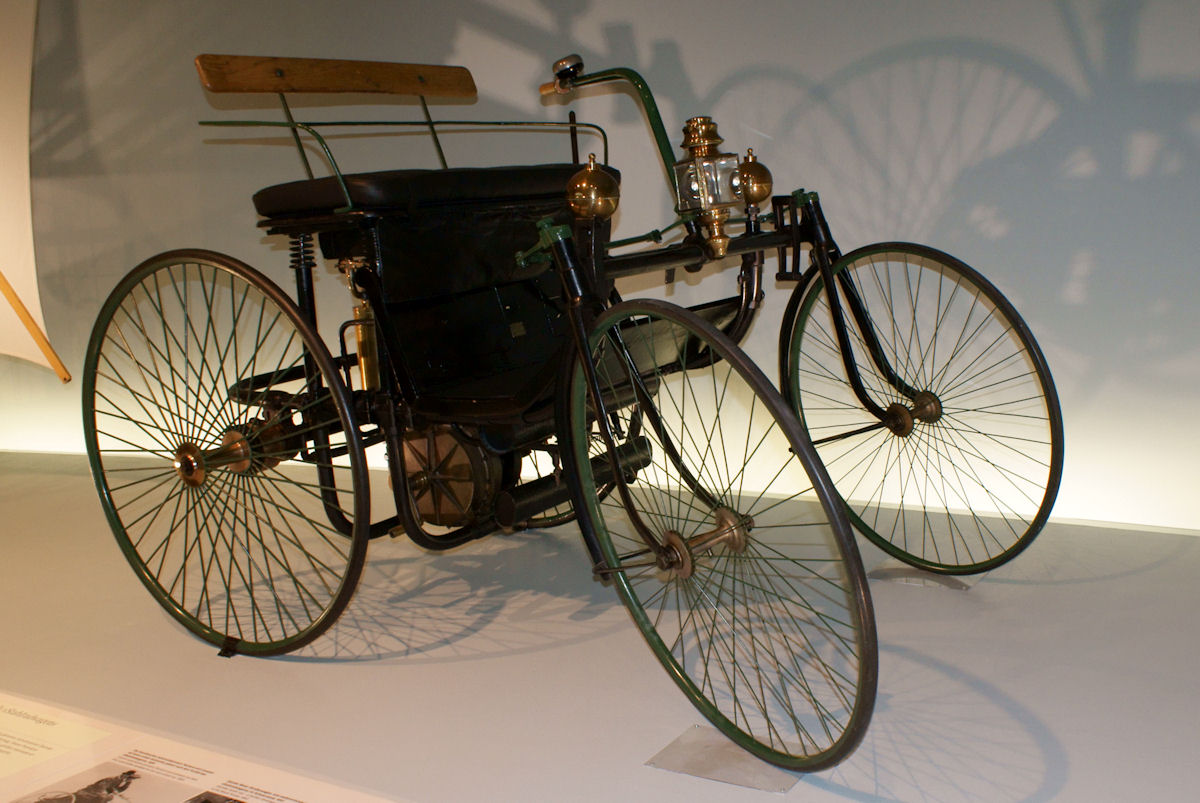
Daimler Stahlradwagen 1889
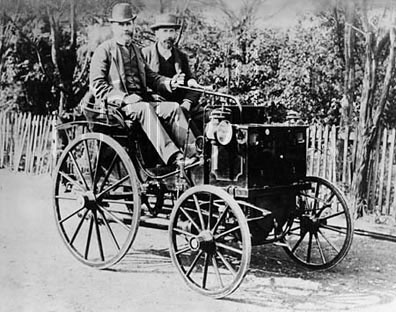
Panhard & Levassor Type A, pilotée par René Panhard, et Émile Levassor, 1890 à 1896
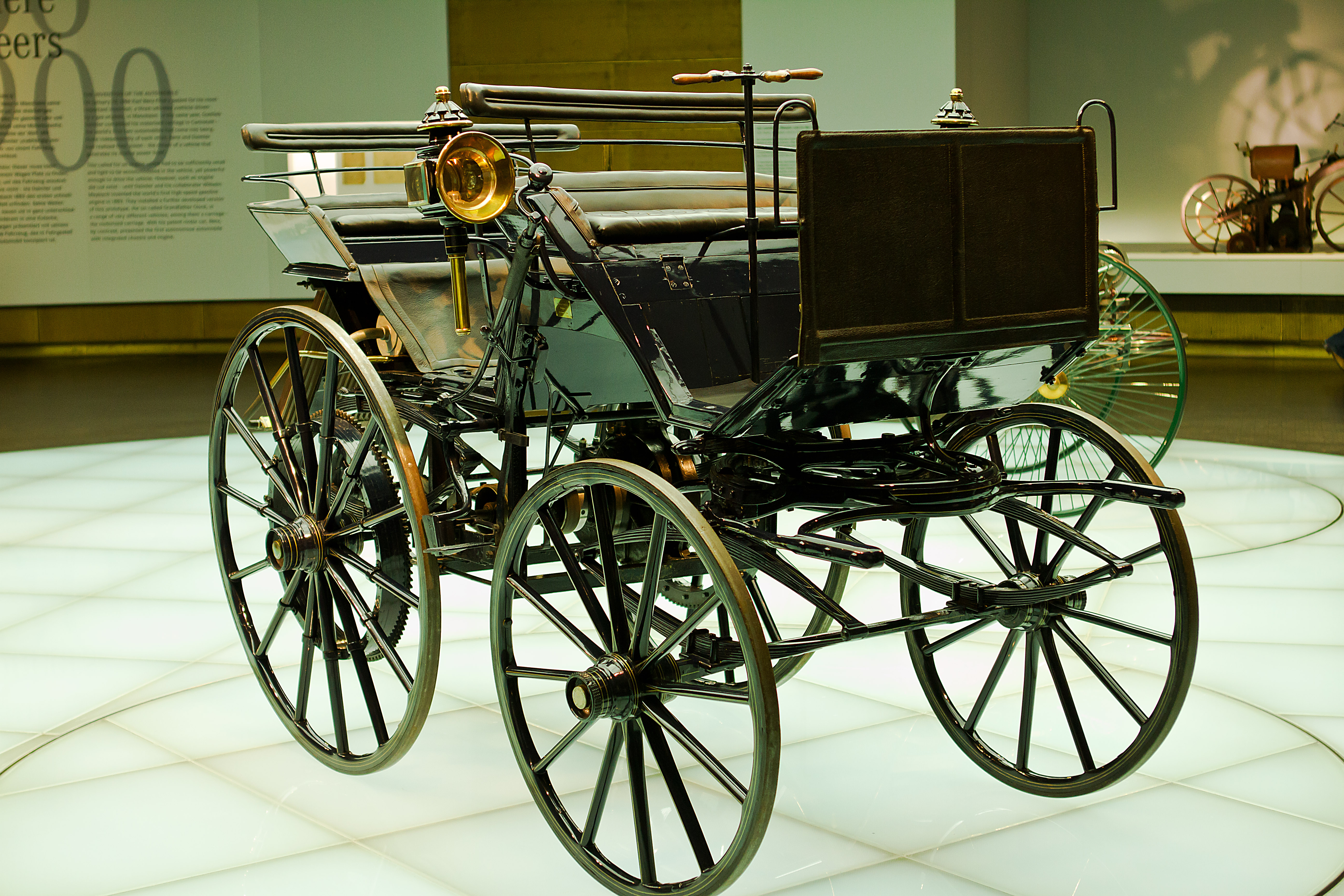
Daimler Schroedter-Wagen, 1892 à 1895
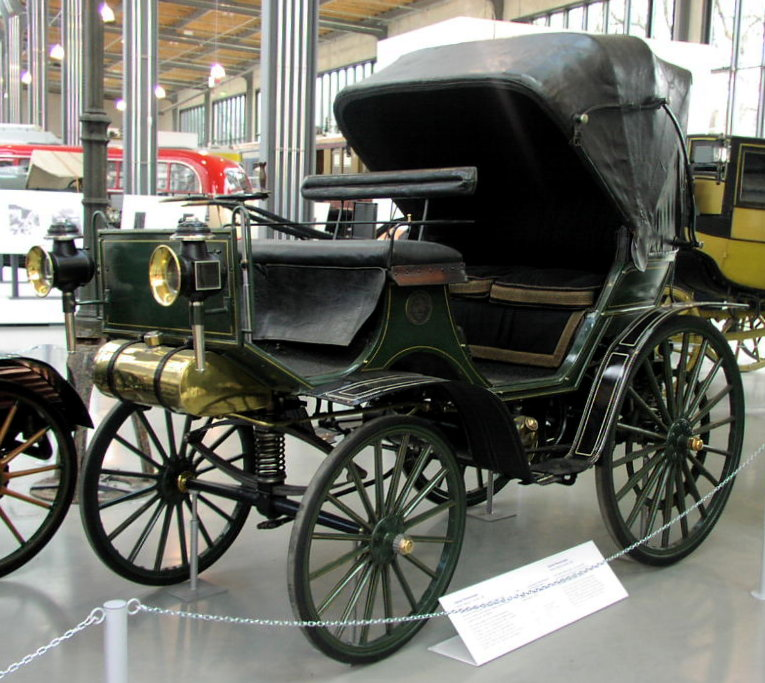
Daimler Riemenwagen, 1895 à 1899
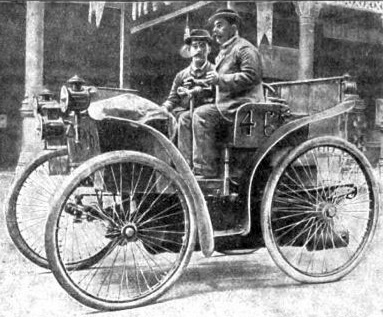
L'éclair Michelin 1895
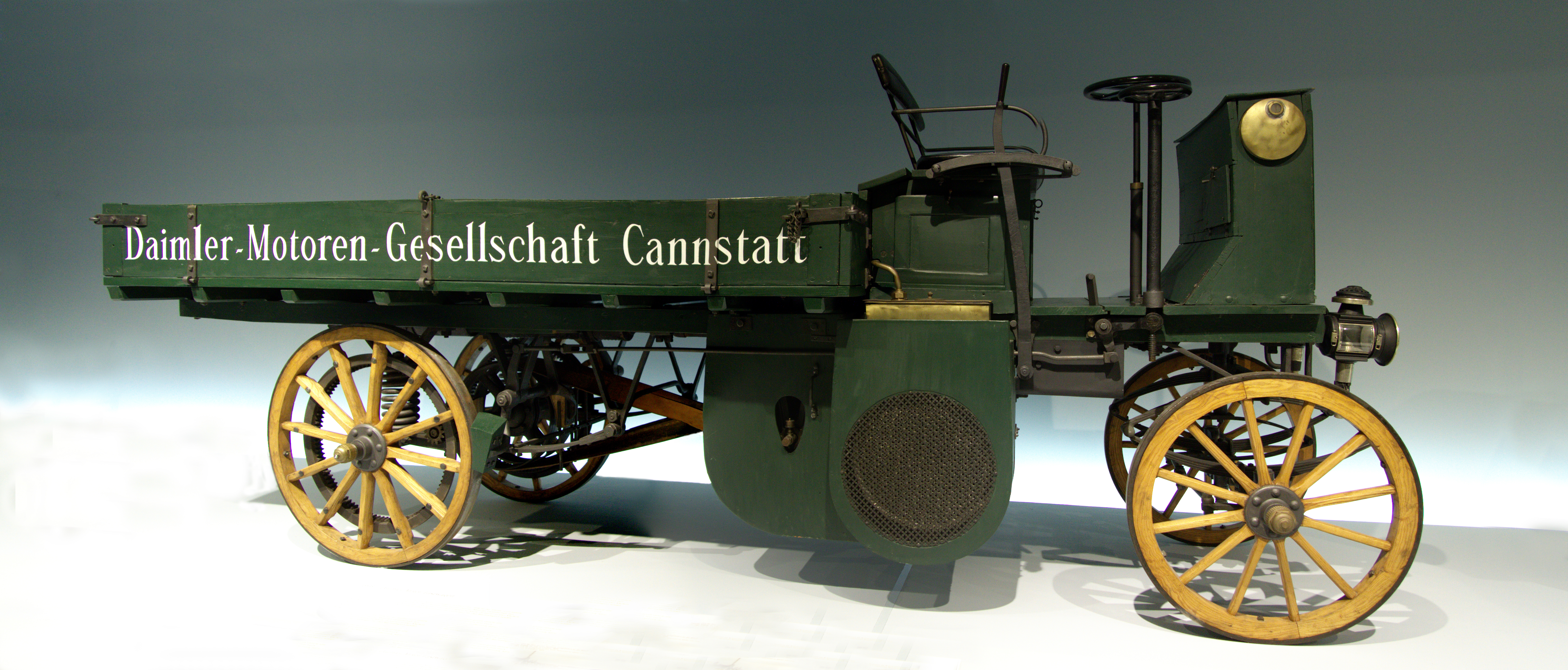
Daimler Motor-Lastwagen 1896
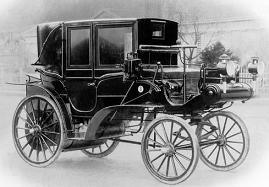
Daimler Riemenwagen Taxi Victoria 1897
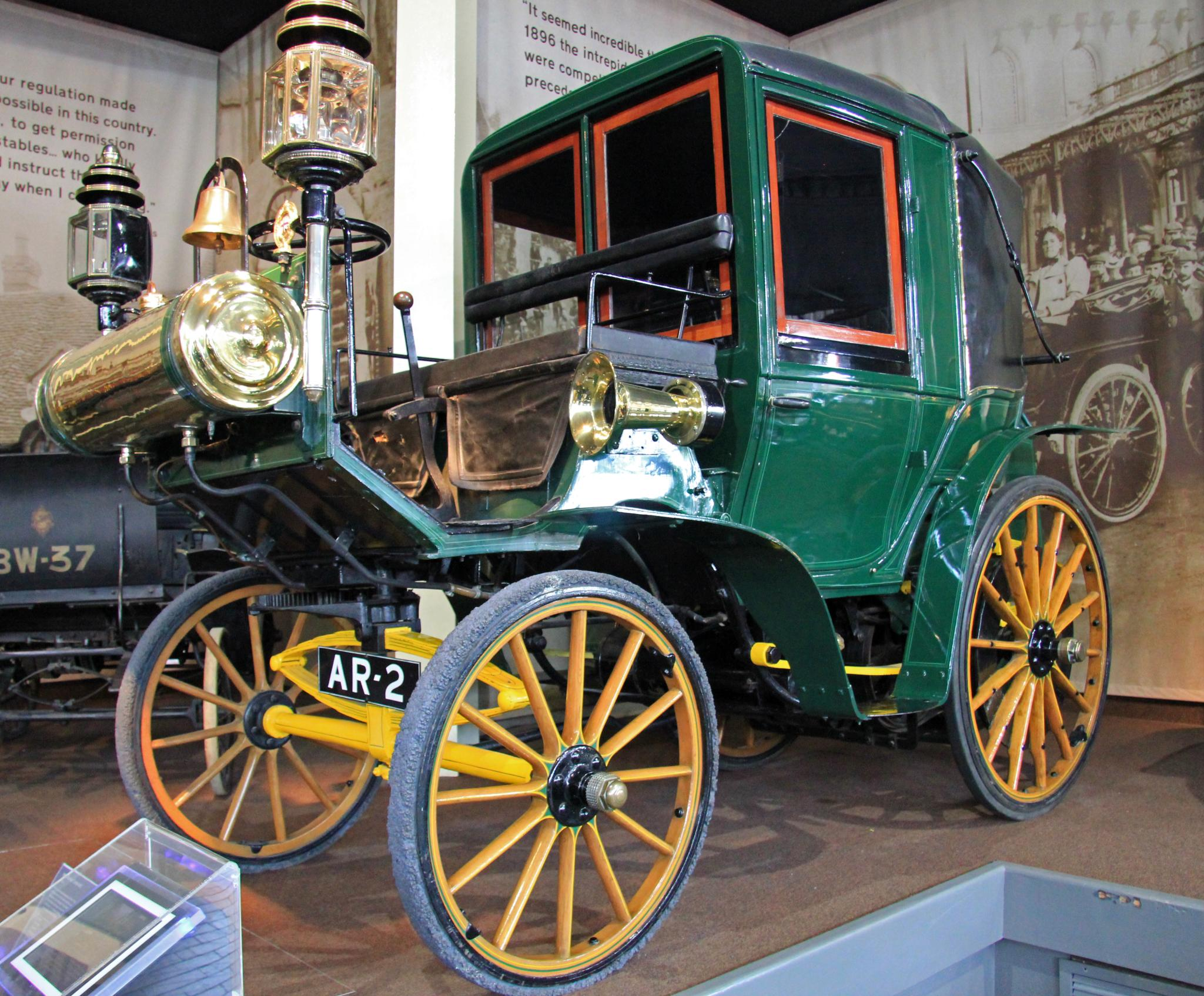
Daimler Cannstatt, Daimler Motor Company 1898
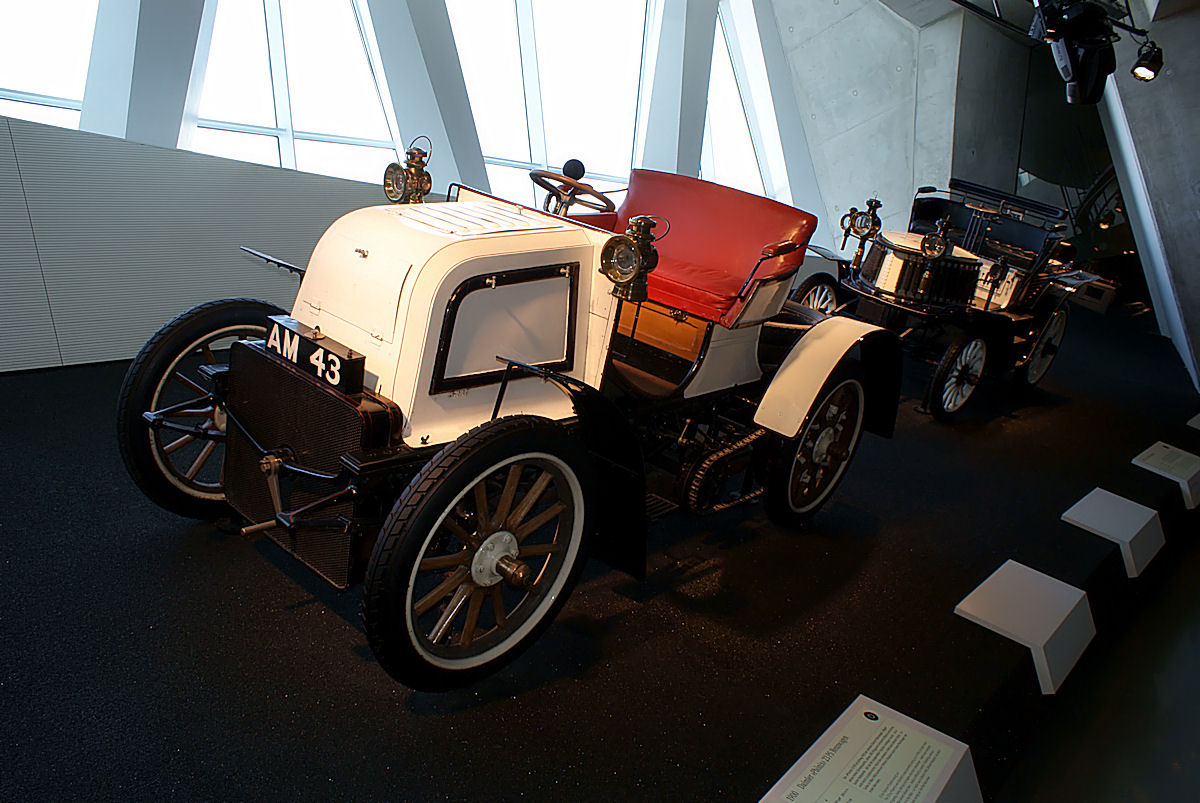
Daimler Phoenix 1897

## Licences de fabrication
En dehors du marché allemand, les licences exclusives de fabrication et commercialisation de moteur Daimler sont alors vendues pour le monde à :
- États-Unis : Daimler USA de William Steinway entre 1888 et 1907.
- France : Panhard & Levassor d'Émile Levassor et Édouard Sarazin en 1890.
- Empire britannique : Daimler Motor Company de Frederick Richard Simms en 1896.
- Autriche-Hongrie : Austro-Daimler de Paul Daimler et Ferdinand Porsche en 1899.

## Création de la marque commerciale Mercedes et fusion avec Benz &Cie.
En 1902, Emil Jellinek, concessionnaire DMG Côte d'Azur, plus important concessionnaire DMG de la France du XXe siècle, dépose et protège légalement la marque commerciale « Mercedes » (du nom de sa fille Mercédès Jellinek, alors âgée de 13 ans) et signe un contrat d'exclusivité commerciale pour les automobiles Daimler-Motoren-Gesellschaft pour la France, l'Autriche-Hongrie, la Belgique, et les États-Unis.

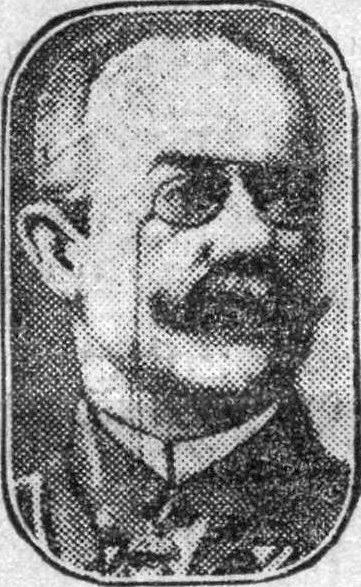
Emil Jellinek
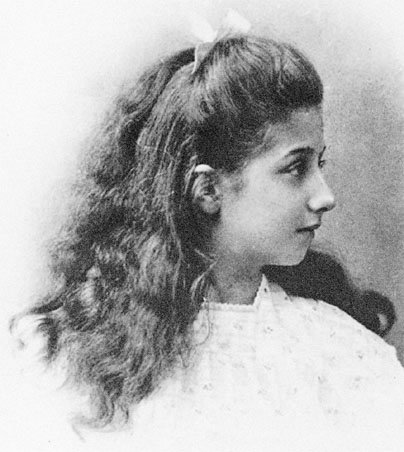
Mercédès Jellinek
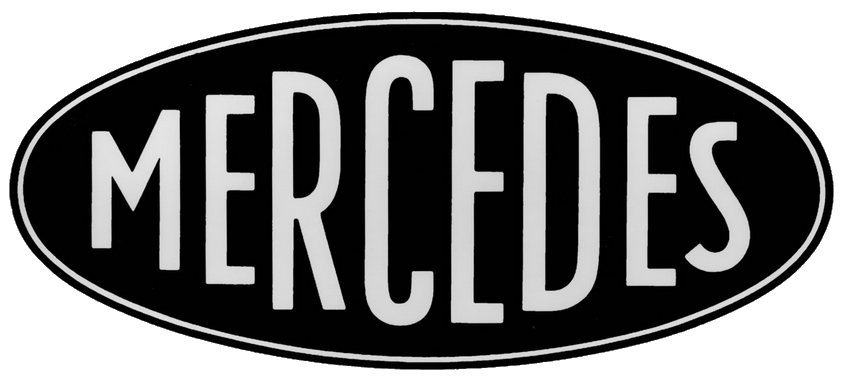
Logo Mercedes de 1902 à 1909
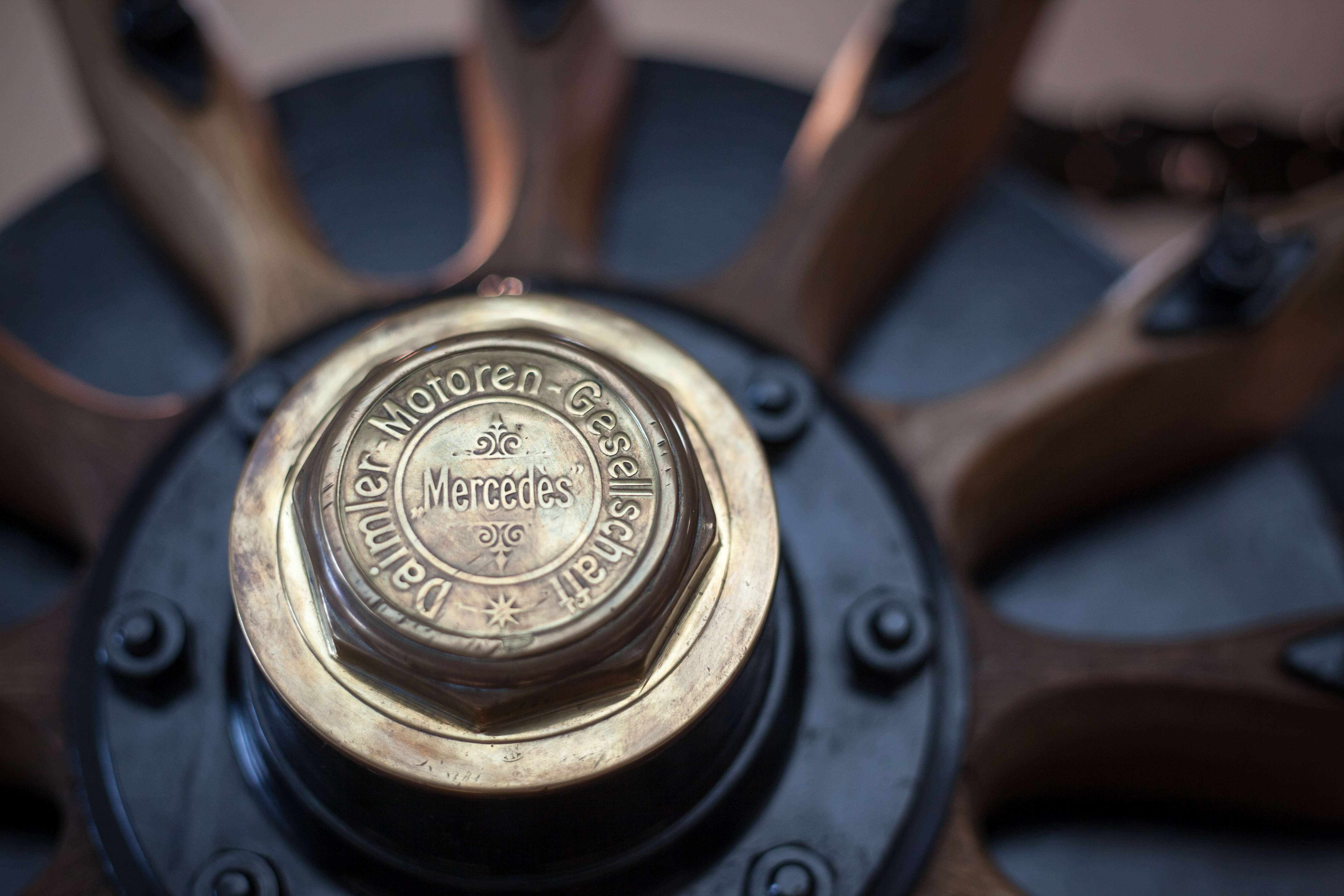
Logo Daimler-Mercédès

Il commercialise les premières Mercedes 35 CV (1900), Mercedes Simplex (1902), et Mercedes Grand-Prix de course de Paul Daimler et Wilhelm Maybach, et entre au conseil d'administration de DMG.

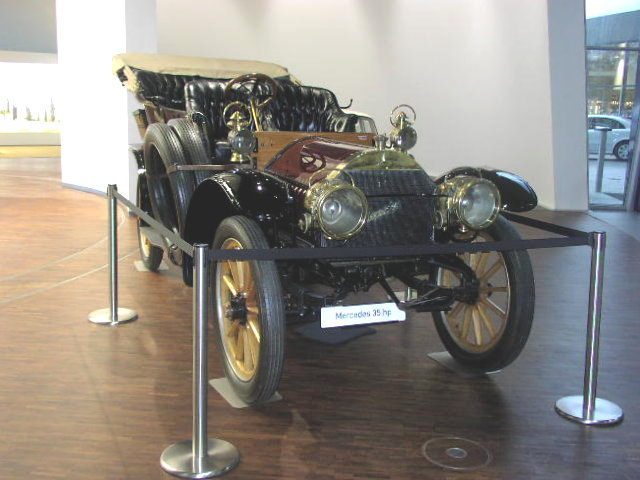
Mercedes 35 CV 1900
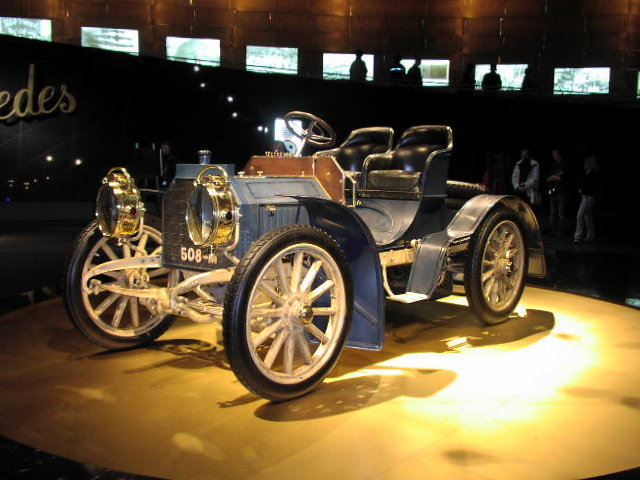
Mercedes Simplex 1902
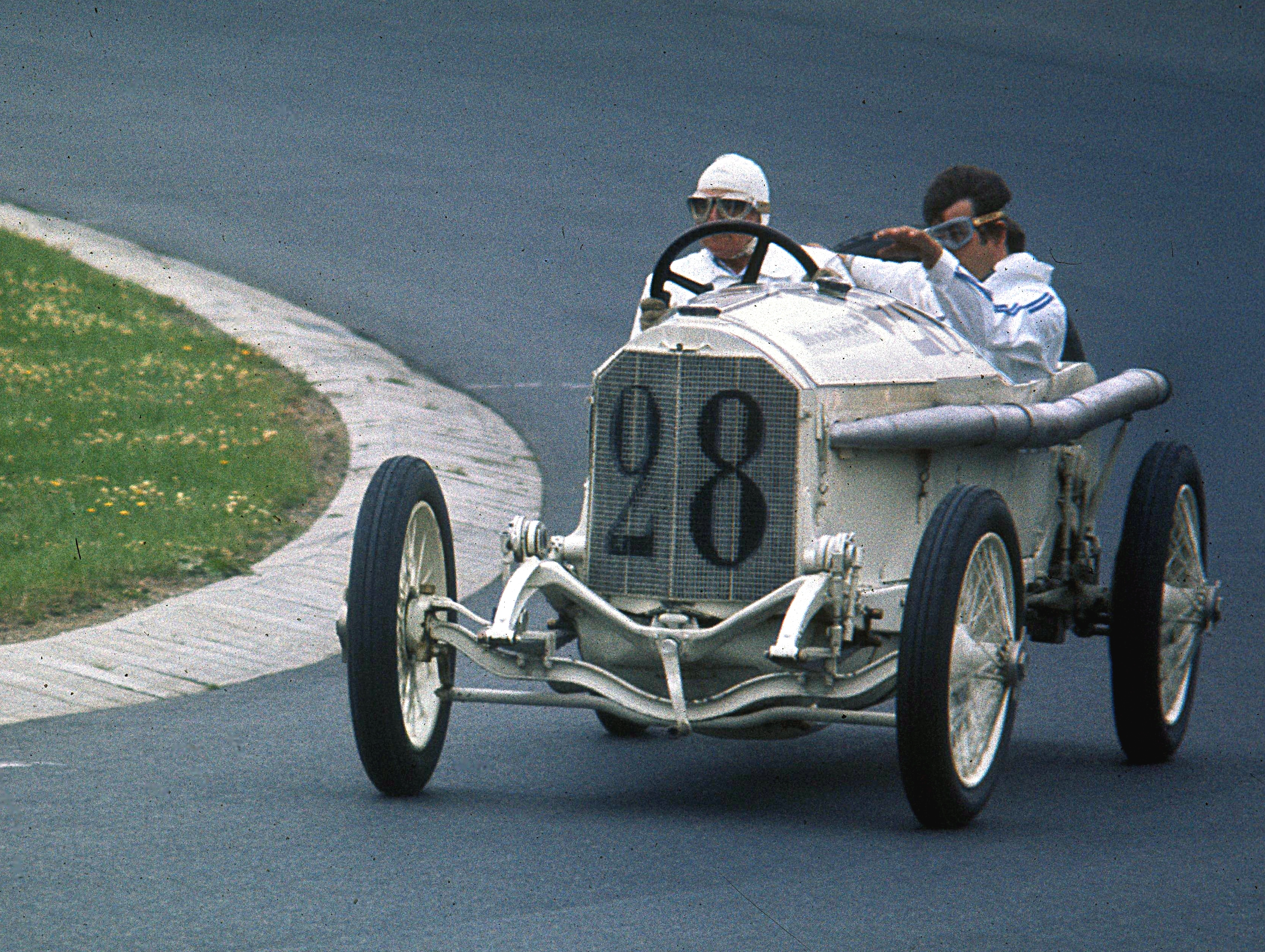
Mercedes Grand-Prix
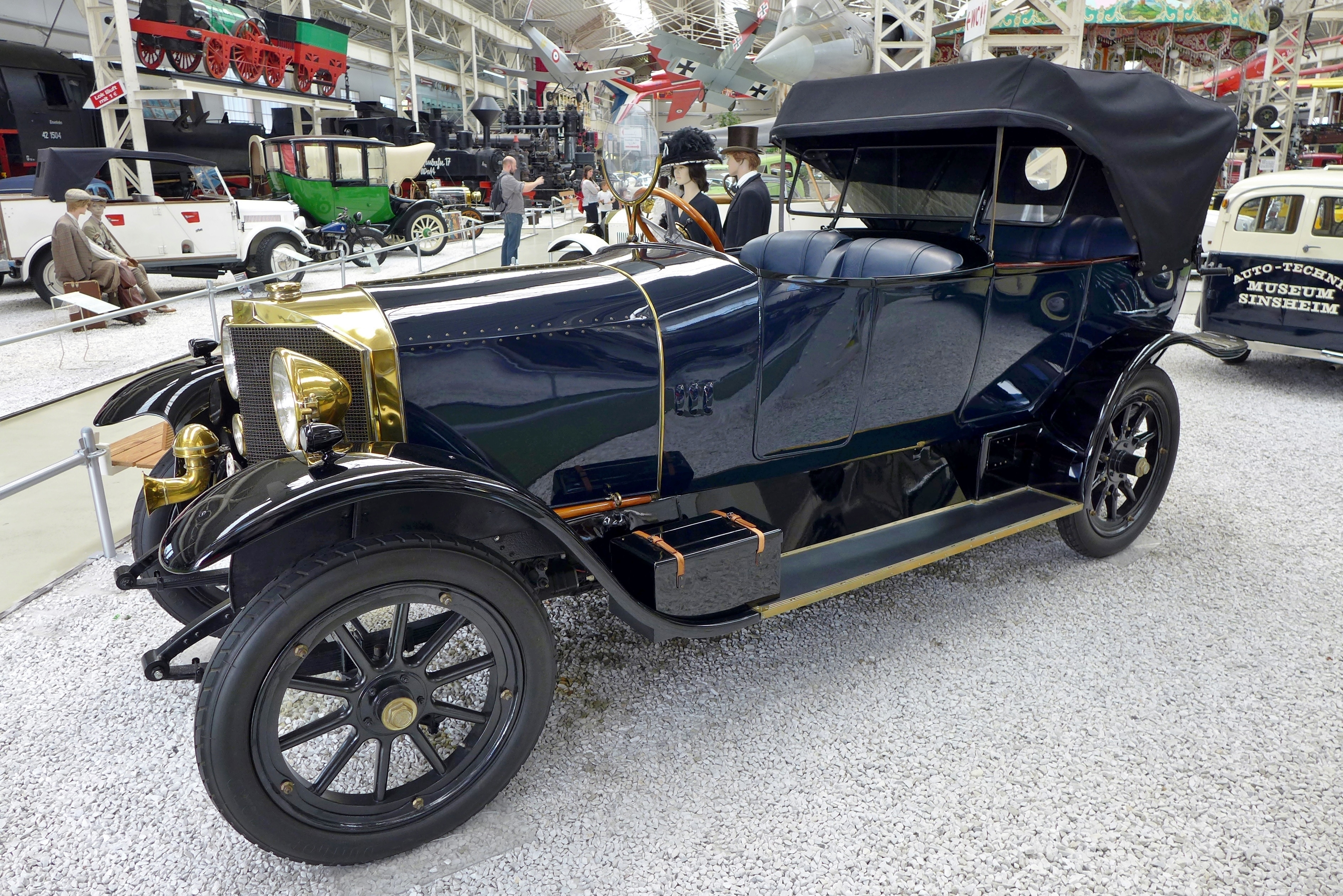
Mercedes Knight 1919

En 1909, Mercedes dépose son étoile à trois pointes, dessinée par Paul Daimler, pour symboliser les trois catégories terre, mer, et air, des véhicules motorisés par Gottlieb Daimler, emblème des véhicules Mercedes à partir de 1911.
En 1926, la marque Daimler-Motoren-Gesellschaft est rebaptisée Daimler-Benz AG, après fusion avec l'industrie Benz & Cie. de Karl Benz, avec pour marque commerciale Mercedes-Benz.

## Véhicules de guerre, avions, et moteurs d'avions
Durant la Première Guerre mondiale, Austro-Daimler de Paul Daimler et Ferdinand Porsche développe une importante industrie de véhicules de guerre, et Daimler développe une importante industrie de moteurs d'avions de guerre 6 et 8 cylindres, avec ses moteurs Mercedes D.I (1913), Mercedes D.II (1914), Mercedes D III (1914), Mercedes D.IV et Mercedes D.IVa (1917), et avions d'entre-deux-guerres avec entre autres ses Daimler D.I (1918), Daimler L11 (1918), Daimler L14 (1918), Daimler L 15 (1919), et série Daimler L 20 (1920), Daimler L21 (1925), Daimler L 26...

## Quelques moteurs et véhicules

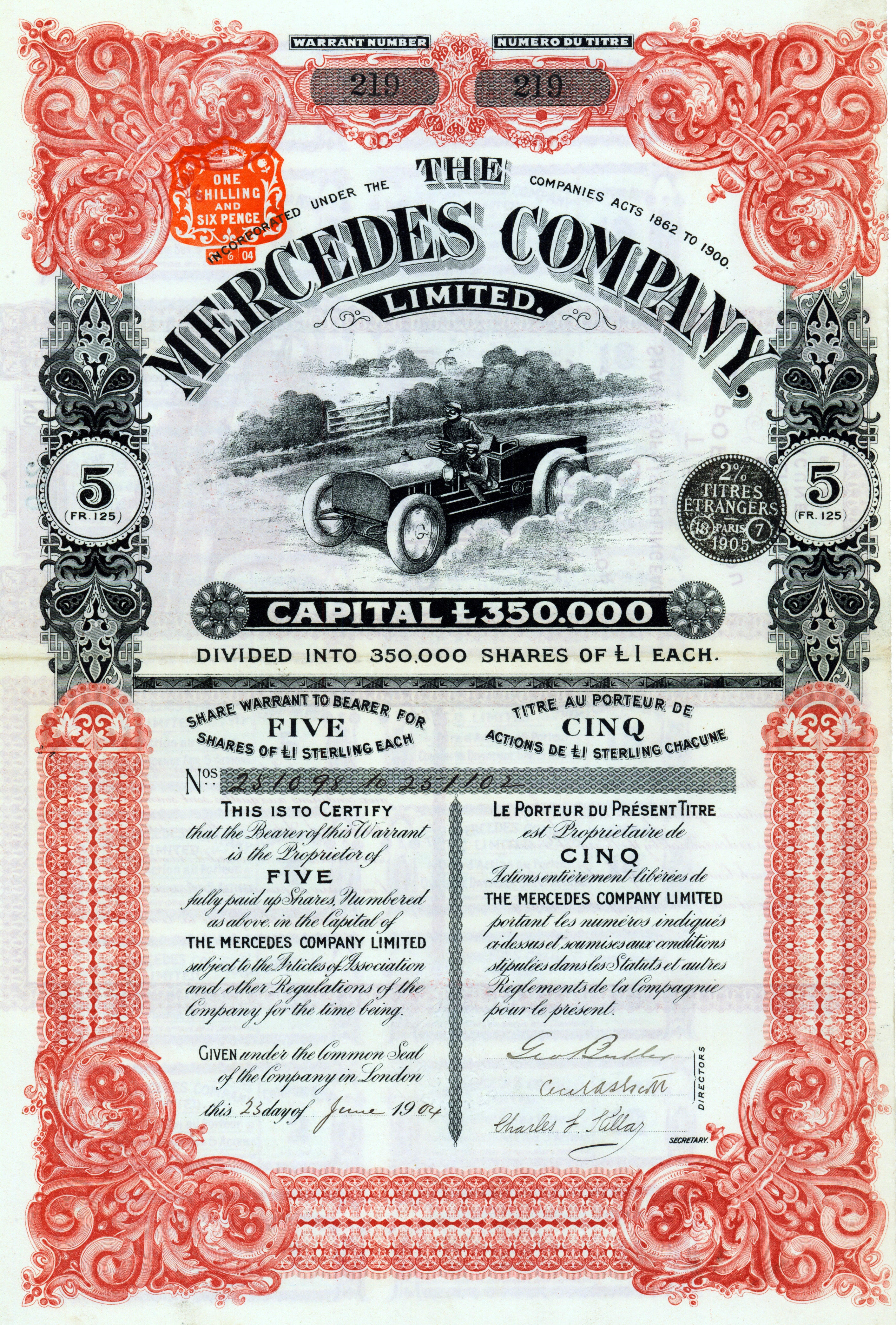
Action de la Mercédès Company Ltd en date du 23. Juin 1904, une compagnie commerciale anglaise.

- 1885 : Moteur 1 cylindre gaz Daimler 1885
- 1885 : Moto Daimler Reitwagen (prototype de première moto)
- 1886 : Bateau Daimler boot Neckar (premier bateau moteur)
- 1886 : Voiture Daimler Motorkutsche (prototype de première voiture à 4 roues à moteur à explosion)
- 1887 : Moteur Daimler Type P V2 (premier moteur à essence)
- 1888 : Ballon dirigeable Daimler (prototype de premier ballon dirigeable motorisé)
- 1889 : Daimler Stahlradwagen (prototype de première voiture à essence)
- 1890 : Panhard & Levassor Type A (première automobile de série à moteur Daimler), puis Panhard & Levassor suivante...
- 1890 : Peugeot Type 2 (prototype), puis Type 3 et Peugeot suivantes jusqu'aux Type 14 à premier moteur Peugeot
- 1892 : Daimler Schroedter-Wagen
- 1895 : L'éclair Michelin (première voiture à pneumatique)
- 1895 : Daimler Riemenwagen
- 1896 : Daimler Motor-Lastwagen (premier camion à essence de l'histoire)
- 1897 : Daimler Riemenwagen Taxi Victoria
- 1897 : Daimler Phoenix
- 1900 : Mercedes 35 CV
- 1902 : Mercedes Simplex
- 1910 : Mercedes Knight
- Voir Daimler-Mercedes-Benz...

| Années      | Modèles                 | Informations                                                                                  | Images |
| 1885        | Moteur Daimler Type P   | Moteur à quatre temps à gaz 1 cylindre, puis à essence 2 cylindres en V, puis 4 cylindres...) |        |
| 1896        | Daimler Motor-Lastwagen | Premier camion à essence de l'histoire                                                        |        |
| 1897        | Daimler Phoenix         | Moteur Daimler 4 cylindres, 8 ch pour une vitesse de 40 km/h.                                 |        |
| 1898        | Daimler Cannstatt       |                                                                                               |        |
| 1900 - 1902 | Mercedes 35 CV          | Mercedes, puis Mercedes 35 CV                                                                 |        |
| 1924        | Daimler 57 HP           | Limousine ayant un moteur d'une cylindrée de 9,4 litres.                                      |        |
|             |                         |                                                                                               |        |